# Pieter Sjoerds Gerbrandy
Pieter Sjoerds Gerbrandy (nacido como Pieter Gerbrandij; Goënga, 13 de abril de 1885-La Haya, 7 de septiembre de 1961) fue un político y abogado neerlandés, militante del Partido Antirrevolucionario (ARP). Ejerció como Primer ministro de los Países Bajos entre el 3 de septiembre de 1940 hasta el 25 de junio de 1945. El 5 de abril de 1955, se le concedió el título honorífico de Ministro de Estado.

## Primeros años
Pieter Sjoerds Gerbrandy nació el 13 de abril de 1885 en el pueblo de Goënga, cerca de la ciudad de Sneek, en la provincia de Frisia, Países Bajos. Es de la etnia frisón, y su nombre se basa en el estilo tradicional de Frisia: se primer nombre ("Pieter"), patronímico ("Sjoerds", cuyo significando es "hijo de Sjoerd"), y su nombre familiar (Gerbrandy). Adicionalmente, el nombre Gerbrandy es también un patronímico; su tatarabuelo Jouke Gerbrens (1769-1840) adquirió el apellido 'Gerbrandy' (con un sufijo que significa "hijo de" y cuya pronunciación es "posher") como nombre familiar el 30 de diciembre de 1811.

## Carrera política
Entre 1920 a 1930, fue diputado de los Estados de Frisia, bajo la militancia del Partido Antirrevolucionario (ARP), y desde 1939 ejerció la docencia en la Universidad Libre de Ámsterdam. Haciendo omisión a los consejos de su partido, aceptó ser Ministro de Justicia en 1939.

### Segunda Guerra Mundial
Tras el estallido de la Segunda Guerra Mundial y la pronta invasión de la Alemania nazi al país, la familia real y la inmensa mayoría de los políticos del país, huyeron hacia Londres en 1940. Allí, formaron un gobierno en el exilio. Después de la renuncia de De Geer como Primer ministro, y luego de que Gerbrandy lo criticara por su conducta pesimista, la Reina Guillermina lo nombró como su sucesor, al mismo tiempo que ejercía como Ministro de Justicia, Colonia, y de la Conducta General de la Guerra. Bajo su iniciativa, el gobierno neerlandés comenzó a transmitir por Radio Oranje. Esta estación suministró a la población holandesa información del mundo libre mientras estaban bajo el dominio de los nazis. Gerbrandy se convirtió en una figura inspiradora para los ciudadanos holandeses durante la guerra, por lo que fue galardonado con una Medalla de Valor en 1950 y nombrado caballero por su Alteza Real, la Princesa Guillermina.

### Posguerra
En 1945, después de la liberación del sur, formó un nuevo gabinete sin socialistas, que supuestamente estaba estrictamente subordinado al gobierno militar. Renunció a su cargo, después de que el país fuese liberado en su totalidad. Se opuso firmemente a la ''política indonesia'' del gobierno, y entre 1946 y 1950 presidió el Comité Nacional para el Mantenimiento de la Unidad del Reino, el cual estaba en contra de la independencia de Indonesia y apoyó la idea de una República de Molucas del Sur.
En 1950, publica un libro llamado "Indonesia". Este libro explica casi todo lo que ocurrió en aquel país bajo el dominio holandés entre los años 1600 y 1948, cuyos capítulos dicen "Las Indias bajo el Dominio Holandés, El Gobierno de Ley, La Ocupación Japonesa," y el "Caos." Cada sección incluye observaciones detalladas de cada proceso.
En 1948, regresó en el Parlamento holandés. Sin embargo, debido a su mal temperamento, se distanció de los miembros de su partido. En 1956, fue miembro de una comisión, el cual investigó el escándalo Greet Hofmans. En 1959, renunció a su cargo parlamentario.

## Vida privada
El 18 de mayo de 1911, Gerbrandy se casó con Hendrina Elisabeth Sikkel (26 de febrero de 1886 – 4 de mayo de 1980). Gerbrandy falleció el 7 de septiembre de 1961 en La Haya a la edad de 76 años.

## Decoraciones
| Honores |                                             |              |                   |                                              |
| Barra   | Honor                                       | País         | Fecha             | Comentario                                   |
|         | Gran Cruz de la Orden del León Neerlandés   | Países Bajos | 6 de mayo de 1946 | Ascendido a Caballero (28 de agosto de 1930) |
|         | Gran Cruz de la Orden de Orange-Nassau      | Países Bajos |                   |                                              |
|         | Gran Cruz de la Orden de Adolfo de Nassau   | Luxemburgo   |                   |                                              |
|         | Gran Cruz de la Orden del Imperio británico | Reino Unido  | [ 7 ]             |                                              |